# Galbella dukeorum
Galbella dukeorum es una especie de escarabajo del género Galbella, familia Buprestidae. Fue descrita científicamente por Bellamy en 2000.